# Іванін Валентин Петрович
Валентин Петрович Іванін (? — ?) — український радянський діяч, секретар партійного комітету Дніпровського металургійного заводу імені Дзержинського Дніпропетровської області. Член ЦК КПУ в лютому 1976 — лютому 1981 року.

## Біографія
Член КПРС з 1955 року.
На 1973—1977 роки — секретар партійного комітету Дніпровського металургійного заводу імені Ф.Е.Дзержинського міста Дніпродзержинська Дніпропетровської області.

## Нагороди
- орден Трудового Червоного Прапора (6.06.1974)
- ордени
- медалі